# طليعة فيتامين د3
طليعة الفيتامين D3 (بالإنجليزية: Previtamin D3)‏  وهو الوسيط لإنتاج الفيتامين (د3).